# Mount Richter
Mount Richter är ett berg i Antarktis. Det ligger i Östantarktis. Australien gör anspråk på området. Toppen på Mount Richter är 2 550 meter över havet, eller 618 meter över den omgivande terrängen. Bredden vid basen är 4,5 km.
Terrängen runt Mount Richter är huvudsakligen bergig. Trakten är obefolkad. Det finns inga samhällen i närheten.